# Bromme
A Bromme foi um construtor norte-americano de carros de corrida. Produziu chassis para equipes das 500 Milhas de Indianápolis no período entre 1951 e 1954. Os carros de corrida Bromme também foram usados na Série Nacional AAA.